# Alpina pygmaea
Alpina pygmaea är en fjärilsart som beskrevs av Eugen Wehrli 1919. Alpina pygmaea ingår i släktet Alpina och familjen mätare. Inga underarter finns listade i Catalogue of Life.